# Berend Jakob Oosterhoff
Berend Jakob Oosterhoff (Groningen, 21 februari 1915 - Apeldoorn, 13 januari 1996) was een Nederlandse theoloog en hoogleraar Oude Testament aan de Theologische Universiteit Apeldoorn.

## Biografie
Oosterhoff werd op 21 februari 1915 in Groningen geboren. Hij studeerde theologie aan zowel de Rijksuniversiteit Utrecht als de, toen nog, Theologische Hogeschool van de Christelijke Gereformeerde Kerken. Na de studie werd hij predikant in Drachten. In 1945 werd Oosterhoff predikant in Utrecht. In maart 1949 promoveerde drs. Oosterhoff in Utrecht tot doctor in de godgeleerdheid bij de Utrechtse hoogleraar A. H. Edelkoort op de dissertatie "De vreze des Heren in het Oude Testament". Hij was daarmee de eerste predikant in zijn kerken (sinds 1892) die de doctorstitel had. De generale synode van de Christelijke Gereformeerde kerken van 1953 benoemde hem samen met zijn collega Willem Kremer tot hoogleraar in de vacature van prof. L. H. van der Meiden.
Hij inaugureerde op 13 januari 1954 met de rede "Het openbaringskarakter van het Oude Testament". Oosterhoff publiceerde tal van studies, enkele daarvan riepen tegenspraak op zowel uit de rechterflank van de gereformeerde gezindte als uit gereformeerd vrijgemaakte hoek waar men de stellingname van Prof. Oosterhoff ook een brug te ver vond. Met een rapport van de curatoren aan de synode is deze kwestie in de Christelijke Gereformeerde Kerken afgesloten. In 1987 ging hij met emeritaat en werd hij opgevolgd door dr. H.G.L. Peels. Hij overleed op 13 januari 1996 in Apeldoorn waar hij ook begraven is.